# 初恋予報。
『初恋予報。』（はつこいよほう）は、2011年5月27日にI.D.から発売されたアダルトゲームおよびその漫画化作品。I.D.の第1作。原作・原画は龍牙翔。 

## 概要
『初恋予報。』はI.D.のデビュー作であり、2010年2月10日に角川書店の『コンプティーク』3月号にて初公開された。当初は2010年内に発売する予定だったが、2011年2月に延期され、その後さらに4月、5月と延期された。
角川書店の『月刊コンプエース』2010年7月号より、龍牙翔自身による一般向け漫画化作品も連載中。2010年12月25日に単行本第1巻が発売された。
I.D.スタッフブログにおいて、2011年3月にミニドラマや体験版が公開予定と予告されていたが、ミニドラマは公開されず、体験版は発売日6日前の5月21日にようやく公開された。
5月に製品版が発売されたがバグが多く、公式サイトで修正ファイルがアップロードされた。6月26日に修正ファイルと品質向上パッチが一緒になった修正ディスクが希望者に配送され、希望者以外には公式サイトからパッチがアップロードされた。しかし、このパッチを当てることで現在使用しているセーブデータが使えなくなってしまう。
2012年2月24日に派生作品である『初恋前線。』が発売された。

## 登場人物

### メインキャラクター
相田 幸太郎（あいだ こうたろう）
声：寺島拓篤 (VOMIC)
本作の主人公。若月学園に通う男子生徒。幼い頃に母親を亡くし、父親も昨年他界したため現在一人暮らし。学校の他に、家事やバイトにも励むしっかり者。優しく思いやりがある。人当たりも良くクラスの中心人物。元々スペックが高く、困っている人を見かけると損得勘定なしで手伝うため女子からの受けもよく人気が高い。それに加え容姿に恵まれており誰にでも優しく天然な部分もあり、知らず知らずのうちに誰かに好意を寄せられている(クラスメイト曰く「天然トラップ」)。勉強も出来、成績もよいため教師達からの印象もよい。
椎名 雪（しいな せつ）
声：咲ゆたか / 中原麻衣 (VOMIC)
本作のメインヒロイン。幸太郎のクラスメイトの少女で教室では席が隣同士。無愛想で口が悪く、人付き合いをあまりしないため、悪い噂があり周囲から怖がられているが、本当は優しい心の持ち主で、可愛い動物や甘い食べ物が好き。父親は医者。意外にヤキモチ妬きで幸太郎が他の女性と仲良くしている姿を見ると機嫌が悪い。朝は苦手でよく寝ぼけている。実は暑がりで冬でも長袖を腕まくりしたり、半袖半ズボンといった夏に着るようなファッションで過ごしている。
香月 日和（こうづき ひより）
声：佐々留美子 / 井上麻里奈 (VOMIC)
幸太郎が臨時でバイトをすることになった「ミセスドーナツ」で正社員として働いている年上の女性。おっとりとした性格。極度の寒がり屋で冬の間はコートが欠かせない。幸太郎とシフトが良く被るため一緒に帰宅する機会も多い。幸太郎の事を気に入っており手を繋いだり抱きつくなどのスキンシップを頻繁に行う。
聖 小梅（ひじり こうめ）
声：まきいづみ / 沢城みゆき (VOMIC)
学園の女生徒。幸太郎の隣のクラスに在籍している。かなりのドジで天然。体があまり丈夫ではない。図書委員を務めている。幸太郎とは幼稚園に通っているときに一緒だった。病院でも人気があり、看護師たちからも可愛がられている。母親のこばとに見てもらいながら料理の練習をしている。趣味は小説で自分で書いている。今は構想をノートに大量に書き込みをしている。
父親は世界的有名なファッションデザイナーで小梅が作品を試着するモデルになってから売れるようになった。母親は料理を仕事にしている。
桃屋 千世子（とうや ちよこ）
声：天野かなで / 伊藤かな恵 (VOMIC)
学園の女生徒。幸太郎のクラスメイト。天真爛漫で人懐っこい性格。幸太郎から「チョコ」と呼ばれる。見た目が幼いため日和から幸太郎の(小学生ほどの)妹と勘違いされる事もあった。Hを仲のいい人同士のするスキンシップだとずれた考えがあり、学園にそういった関係の友人が何人かいる。
二ノ宮 詩乃（にのみや しの）
声：ヒマリ / 酒井香奈子 (VOMIC)
学園の女生徒で、幸太郎たちの下級生。大企業の会長を父に持つご令嬢だが、周囲には隠している。かなりの恥ずかしがり屋。学園の階段で足を挫いて困っているところを幸太郎にお姫様抱っこされ保健室まで運んでもらって以来、「理想の王子様」として幸太郎を見ている。パニックになると「にゃー」と猫語になり何を言っているか分からず喚き散らしてしまう。父親がかなり年齢になってから授かった子供のためかなり可愛がられている。学園以外では和服を着ており日舞など数々の習い事を習っている。
九条 珠恵（くじょう たまえ）
声：彩世ゆう / 豊口めぐみ (VOMIC)
幸太郎のクラスの担任である国語教師。生徒想いの優しい先生。バドミントン部の顧問を務める。若月学園に勤務する妻帯者の男性と交際している。
大学時代の周りの友人らは結婚しており自分だけ行き遅れている事を気にしている。お酒には弱く絡み酒。言いたい事を言うだけ言ってすぐに寝てしまう困った酒癖の持ち主。幸太郎の事情を知っており何かと心配してくれている。スタイル抜群。

### サブキャラクター
植村 陽斗（うえむら はると）
声：ますおかゆうじ
学園の男子生徒で幸太郎とは小学1年生からの幼なじみで親友。幸太郎と共にミセスドーナツでバイトしている。小梅のことが好き。かなり重度のシスコンで妹の春雛を溺愛している。基本的に春雛の言う事には素直に従っており仲のいい兄妹。しかし、春雛を傷つける輩には容赦ない。バスケットボール部所属。
植村 春雛（うえむら はるひ）
声：卯衣
陽斗の妹。陽斗から溺愛されている。献身的な性格で、兄や幸太郎のために弁当を作ったりする。自分の事を過剰に好意を寄せてくる兄に苦手意識があり一歩引いた姿勢を取っている。幸太郎には全幅の信頼を寄せている。幸太郎に好意を寄せている。男性恐怖症。
桃屋 心愛（とうや ここあ）
声：七ヶ瀬輪
千世子の妹で、春雛の親友。千世子の妹でとても姉妹とは思えないほど大人びている。
末長 恵（すえなが めぐみ）
声：ひなき藍
ミセスドーナッツ和花崎店の店長。日和が短大に入った頃に新米店長として来た。
椎名 敏夫（しいな としお）
声：真木将人
雪の父親。職業は医者。4年前に妻を亡くしている。現在は再婚を考えているがそれが原因で雪との仲は不仲。
水沢 巽（みずさわ たつみ）
声：桜川未央
小梅の親友の女生徒。女子バレー部所属。体育館での場所争いで男子バスケと衝突しているため陽斗とは仲が悪い。何かと陽斗と突っかかる事が多いが……？
和布蕉 聡（めかぶ さとる）
声：永倉仁八
珠恵の同僚。妻帯者でありながら珠恵と付き合っている。化学教師。堂々と女子をえこひいき(男子と女子のテストの難易度が違う等)しており、男子からの受けはかなり悪い。男子を毛嫌いしており、女生徒からの受けがいい事を餌に関係を迫っているなど噂がある。
聖 こばと（ひじり こばと）
声：和葉
小梅の母。一時の母とは思えないほど若く、小梅と並んでいると姉妹に見えるほど若々しい。初対面時に幸太郎や陽斗は「お姉さん」と呼んでしまうほど。仕事は料理に関することで本編では明確化されていないがかなりの腕前。幸太郎の事を思い出し「コウくん」と呼ぶ。怒るとかなり怖い。笑顔なのに笑顔の奥にある怒気、言葉の端々から感じられる怒気には幸太郎も引いてしまうほど。
麻生 優香（あそう ゆうか）
声：篠原ゆみ
詩乃の親友でクラスメイト。ノリが良すぎるが詩乃の事を大事に思っている。
桐島 咲弥（きりしま さくや）
声：杞梨
詩乃の親友でクラスメイト。キツイ性格だが詩乃の事を大事に思っている。
二ノ宮 清治郎（にのみや せいじろう）
声：荒木幸男
詩乃の父親でグループ会長。歳を取ってから詩乃が生まれたため過度に可愛がっている。子煩悩。
和布蕉 次郎（めかぶ じろう）
声：永倉仁八
名前から和布蕉聡の親類かと思われる。だらしない格好をしている。ちゃらちゃらしており仕事に就いている口ぶりだが何の仕事かは不明。日和とは大学時代の知り合い。事故で記憶を失った日和に彼氏と嘘を吐き、身体目当てに近づいたが陽斗にこっぴどく粛清され二度と近付かないことを約束させられた。和布蕉聡同様に良い印象を受けない。

## スタッフ
- 原案・原画：龍牙翔
- シナリオ：夏椿、三門右京、来夢みんと、ばくまつ

## 主題歌
テーマソング「Snow Bright」
作詞：sunny (Roundbooster Architexture) / 作曲：CAP (Roundbooster Architexture) /編曲：xaki (Roundbooster Architexture) / 歌：本木咲黒 (Roundbooster Architexture)
エンディングテーマ「恋雪」
作詞：sunny (Roundbooster Architexture) / 作曲：CAP (Roundbooster Architexture) / 編曲：xaki (Roundbooster Architexture) / 歌：sana
挿入歌「ハツコイ」
作詞：築山さえ / 作曲：きくお (AVSS) / 歌：築山さえ

## 漫画
- 初恋予報。
  - 龍牙翔自ら月刊コンプエース（角川書店）2010年7月号から連載、全2巻。

  1. 2010年12月25日発行 ISBN 978-4-04-715587-9
  2. 2011年11月21日発行 ISBN 978-4041200681
- 初恋味
  - 『初恋予報。』の応援本。2010年末開催のコミックマーケット79にて龍牙翔のサークル「龍の金曜日」にて頒布。

## 備考
各ヒロインの年齢は公式サイトでは明かされていないが、コンプティーク2010年3月号における初公開記事では、雪と小梅が18歳、日和が23歳、詩乃が16歳、千世子が17歳、珠恵が25歳として紹介されていた（アダルトゲームでは一般的に登場人物の年齢は18歳以上でなければならないとされている）。